# Almirante Padilla
Almirante Padilla è un comune del Venezuela situato nello Stato di Zulia.
Il capoluogo del comune è la città di El Toro.